# Karin Junker
Karin Junker (ur. 24 grudnia 1940 w Düsseldorfie) – niemiecka polityk, dziennikarka, posłanka do Parlamentu Europejskiego III, IV i V kadencji.

## Życiorys
Ukończyła szkołę średnią, po czym odbyła kursy dziennikarskie. Pracowała w agencjach informacyjnych, jako redaktor w wydawnictwie, a także jako niezależna dziennikarka. Od 1980 do 1989 była asystentką w biurze burmistrza.
W 1964 wstąpiła do Socjaldemokratycznej Partii Niemiec, obejmowała różne funkcje w strukturze partii. Została m.in. przewodniczącą jednej z organizacji kobiecych, a także wiceprzewodniczącą komisji ds. mediów. Była działaczką związku zawodowego IG Medien. Od 1980 była zastępcą członka w radzie WDR, następnie od 1985 członkinią tego ciała, kierowała komitetem programowym.
W 1989 z listy SPD uzyskała mandat deputowanej do Parlamentu Europejskiego III kadencji. W 1994 i 1999 skutecznie ubiegała się o reelekcję. Była m.in. członkinią grupy socjalistycznej, pracowała głównie w Komisji ds. Stosunków Gospodarczych z Zagranicą (od 1992 do 1994 jako jej wiceprzewodnicząca), a także w Komisji Rozwoju i Współpracy. W PE zasiadała do 2004. W 2008 powołana do rady programowej ARD.